# Moríñigo
Moríñigo är en kommun i Spanien.   Den ligger i provinsen Provincia de Salamanca och regionen Kastilien och Leon, i den centrala delen av landet, 150 km väster om huvudstaden Madrid. Antalet invånare är 117. Arean är 8,0 kvadratkilometer.
Terrängen i Moríñigo är platt.